# Batalla de La Garnache

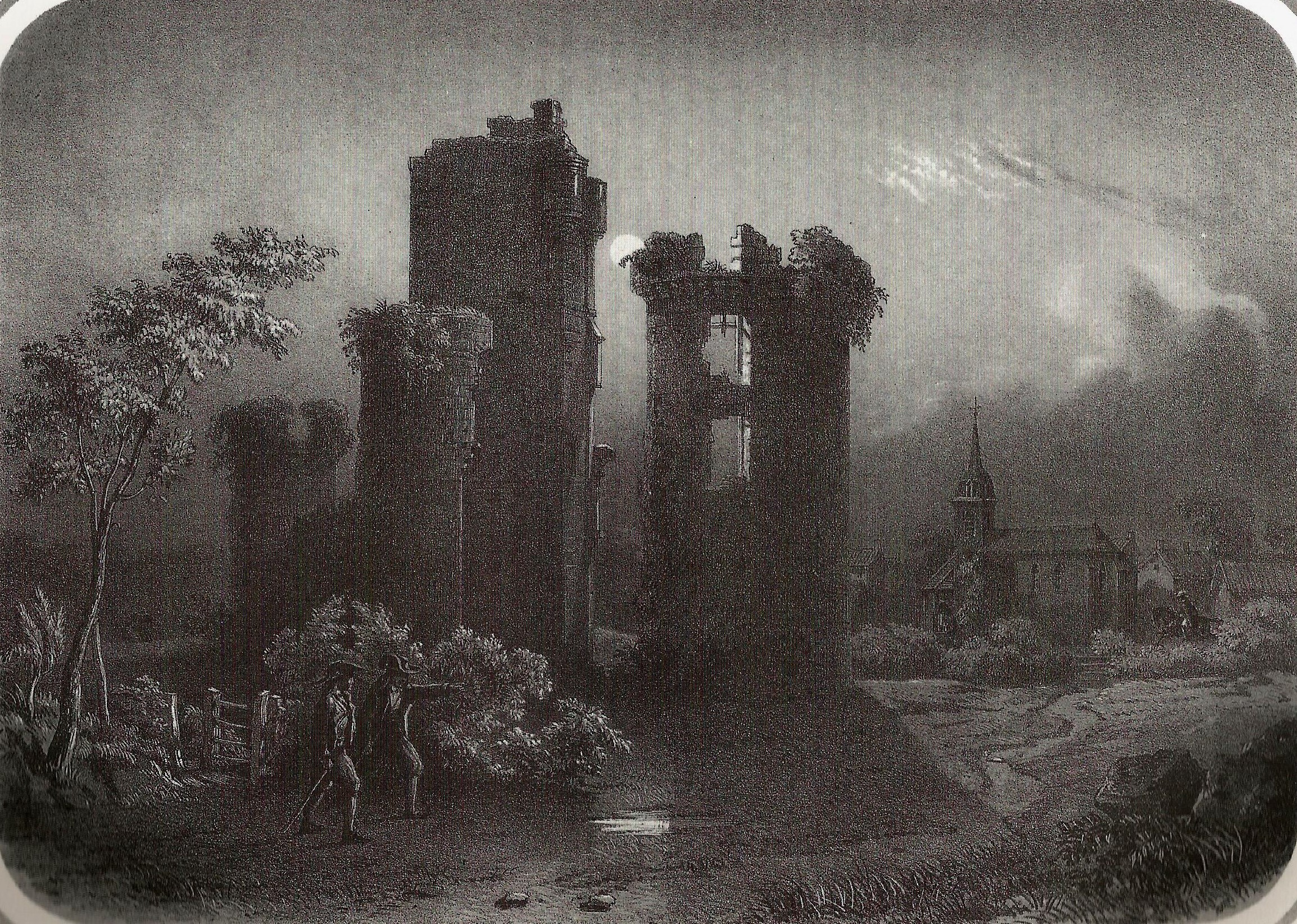
Castell i ciutat de La Garnache, gravat de Thomas Drake, cap a 1850.

La batalla de la Garnache, va tenir lloc el 27 de novembre de 1793 durant la Revolta de La Vendée.

## Preludi
Mentre el gruix de les forces de la Vendée i republicanes s'enfrontaven al nord del Loira al Gir de Galerna, a la Vendée el general Nicolas Haxo es va encarregar de recuperar l'illa de Noirmoutier i destruir l'exèrcit de Charette. Haxo va sortir de Nantes el 21 de novembre. Després d'haver fet algunes escaramusses als boscos i llogarets dels voltants de Saint-Philbert-de-Bouaine, va prendre Legé el 23 de novembre i va entrar a la ciutat de Machecoul el 26 després d'una petita baralla. Mentrestant, el general Dutruy va marxar cap al sud des de les Sables el 22 de novembre. El dia 27, una de les seves columnes, comandada per Aubertin, va atacar Charette a La Garnache. El general Vendea va deixar llavors el seu refugi a Touvois per intentar un nou atac per reprendre Machecoul.

## Forces presents
A les seves memòries {A 1}, l'ajudant general Aubertin, declara que mana entre 1.000 i 1.100 homes durant aquest combat. Aquest número l'agafa Émile Gabory. El general Haxo esmenta 1.500 homes. Segons Aubertin, la columna estava formada per 455 homes de l'11è batalló de voluntaris d'Orleans, destacaments dels regiments d'infanteria 109 i 110, a més d'uns quants altres cossos, granaders Mayençais i un canó de 4 lliures servits per artillers del 1r batalló de voluntaris del Baix-Rhin.
Segons Aubertin, els Vendeans són 8.000, mentre que Haxo en el seu informe a Vimeux {A 2} parla de 3.000 a 4.000 rebels. Les forces de Vendée estan comandades per Charette, Joly i Savin.

## Actuació
Segons el relat deixat per Aubertin a les seves memòries, la seva columna, que havia arribat recentment a Machecoul, va rebre l'ordre la nit del 26 al 27 de novembre de fer un reconeixement a la carretera de Challans. Els republicans marxen al matí i es troben amb una columna de Vendée prop de la Garnache. Aleshores, Aubertin avança a córrer les seves tropes perquè prenguin posició en una alçada situada entre els dos exèrcits. Llavors, la peça d'artilleria va obrir foc i els escaramuzas republicans es van enfrontar i els vendeans es van retirar sense oposar massa resistència.
Aquest relat queda confirmat per les memòries {A 3] de l'oficial reialista Pierre-Suzanne Lucas de La Championnière, que indica que l'avantguarda, formada per chasseurs à peu liderats per Charette, va fugir dels escaramuzadors republicans, fet que va provocar la derrota de la resta de l'exèrcit.
Segons Aubertin, els vendeans es van concentrar al poble de la Garnache. Els republicans els perseguien però mancaven de cavalleria per provocar una derrota. A la Garnache, Aubertin va desplegar les seves tropes en un turó que domina la ciutat i el castell. Després d'una nova batalla, els vendeans van fugir i els republicans es van apoderar de la ciutat. Segons Lucas de La Championnière, l'exèrcit es va concentrar només a Saint-Gervais, després va tornar a caure a Beauvoir-sur-Mer.

## Conseqüències
Charette es retira a Saint-Gervais. Aubertin es queda a La Garnache durant 48 hores. Després va rebre l'ordre d'anar a Beauvoir-sur-Mer.
Per la seva banda, Haxo va fer la seva unió amb la columna de Jordy el 28 de novembre a Legé. Les forces de Dutruy també es van unir a les de Haxo a Machecoul.